# 北史家务镇
北史家务镇，原为北史家务乡，是中华人民共和国河北省廊坊市安次区下辖的一个乡镇级行政单位。2021年1月11日，撤乡设镇。

## 行政区划
北史家务镇下辖以下地区：
北昌北队村、北昌西队村、北昌南队村、麦洼村、中所村、西孟村、中孟村、高孟村、连庄子村、停子头村、王常甫村、董常甫村、北史家务村、前进村、小王庄村、祖各庄村、西辛庄村、刘各庄村、古县村和芦庄村。